# Felicián Josef Macháč
Felicián Josef Macháč (14. března 1915, Mořkov – 17. října 2003, Brno) byl český duchovní.

## Biografie
Felicián Macháč se narodil v roce 1915 v Mořkově u Nového Jičína, vystudoval gymnázium v internátní škole v kapucínském klášteře v Olomouci a v roce 1932 vstoupil do noviciátu na pražských Hradčanech, v roce 1933 složil první sliby a odešel studoval filozofii do Breustu-Eijsdenu do Nizozemska. V roce 1936 se vrátil do Československa, kde v Olomouci studoval do roku 1938 teologii. Na kněze pak byl vysvěcen v roce 1939. V roce 1940 vstoupil do kapucínského kláštera v Chrudimi a tam působil do roku 1945, kdy odešel do kláštera v Třebíči, kde pracoval jako kaplan v kostele Proměnění Páně na Jejkově. Mezi lety 1947 a 1948 pracoval jako kvardián v chrudimském klášteře a pak se vrátil do Třebíče, kde v klášteře pracoval jako katecheta, zpovědník a kvardián až do zrušení klášterů při Akci K v roce 1950.
V dubnu téhož roku byl internován do Želivského sběrného kláštera, propuštěn byl roku 1952 a nastoupil jako dělník do brněnských tepláren, posléze pak pracoval v Kovopodniku v Brně a posléze ve Fučíkových závodech, kde pracoval jako dělník, frézař a slévač. Po roce 1968 získal státní souhlas s bezplatnou pomocí v kněžské službě a začal pomáhat Emilovi Borečkovi a Ludvíkovi Horkému v kostele Nalezení svatého Kříže v Brně. V roce 1988 odešel na stáří do kapucínského kláštera v Brně a po obnovení řádu kapucínů v roce 1990 se stal členem klášterní komunity. Zemřel v Brně v roce 2003, byl pohřben na Ústředním hřbitově v Brně.